# 麗水外国人保護所火災事故
麗水外国人保護所火災事故（ヨスがいこくじんほごしょかさいじこ）は、2007年2月11日に大韓民国全羅南道麗水市の法務部麗水出入国管理所の外国人保護施設（入国者収容所）で発生した火災事故。10人が死亡、18人が負傷した。

## 事件の概要
2007年2月11日、麗水出入国管理所の外国人保護施設で火災が発生した。当時、密入国の容疑で強制退去処分を受けた55人の外国人が収容されていたが、そのうち10人が死亡、18人が負傷した。
火災そのものは約1時間で消し止められたが、短い時間にもかかわらず多くの人が死傷した。大惨事となった理由として、
- 当直者が4人しかおらず、収容者の救出作業に手間取った。
- 鉄格子で隔離され、自力での脱出が不可能だった。

ことが挙げられた。
法務部は、死亡者には1億ウォン～1億2千万ウォン、負傷者には1,000万ウォンの賠償金を支払うことになった。